# Neixer
Neixer és una ciutat del districte de Haifa d'Israel, situada al sud-est de Haifa. Fou fundada el 1925, obtingué l'estatus de consell local el 1952 i el de ciutat el 1995.
A la ciutat hi ha la seu de l'empresa Nesher Israel Cement Enterprises Ltd., l'única empresa productora de ciment d'Israel. El 2004, la companyia produí 4,49 milions de tones d'aquest producte.

## Dades estadístiques

### Demografia
Segons l'Oficina Central d'Estadística d'Israel (CBS), la població de la ciutat era, l'any 2001, un 99,4% jueva o no-àrab, i no hi havia un nombre significatiu d'àrabs.
L'any 2001 hi havia 10.000 homes i 10.500 dones. La població de la ciutat es compon en un 24,9% de persones de menys de 20 anys, un 16,1% de persones d'entre 20 i 29 anys, un 24,0% d'entre 30 i 44, un 16,0% d'entre 45 i 59, un 3,6% d'entre 60 i 64, i un 10,8% de majors de 65. La taxa de creixement de la població aquell mateix any era de 0,6%.

### Ingressos
Segons la CBS, l'any 2000 hi havia 8.026 empleats i 474 autònoms a la ciutat. El salari mensual mitjà de la ciutat per als empleats era de 5.974 nous xéquels. El salari mitjà dels homes era de 7.664 nous xéquels i el de les dones era de 4.177 nous xéquels. Els ingressos mitjans dels autònoms eren de 5.727 nous xéquels. 435 persones rebien prestació d'atur i 1.264 ajuda social.

### Ensenyament
Segons la CBS, hi ha 9 centres educatius i 3.207 estudiants a la ciutat. Hi ha 6 escoles primàries amb 1.695 estudiants i 3 escoles secundàries amb 1.512 estudiants. L'any 2001, un 66,7% dels estudiants d'últim curs de secundària es van graduar.